# Петропавловка (Аскінський район)
Петропа́вловка (рос. Петропавловка, башк. Петропавловка) — присілок у складі Аскінського району Башкортостану, Росія. Адміністративний центр Петропавловської сільської ради.
Населення — 184 особи (2010; 188 у 2002).
Національний склад:
- башкири — 51 %
- росіяни — 32 %